# Ивеланн
Ивеланн (норв. Iveland) — коммуна в губернии Эуст-Агдер в Норвегии. Административный центр коммуны — город Биркетвейт. Официальный язык коммуны — нейтральный. Население коммуны на 2007 год составляло 1211 чел. Площадь коммуны Ивеланн — 261,64 км², код-идентификатор — 0935.

## История населения коммуны
Население коммуны за последние 60 лет.

Статистика коммуны Ивеланн